# Helen Woolley
Helen Bradford Thompson Woolley (11 de juny de 1874 - 24 de desembre de 1947) fou una psicòloga americana, pionera en els estudis de gènere i sobre el benestar i l'educació dels nens i nenes. Gràcies al seu alt rendiment acadèmic va poder guanyar una beca per estudiar psicologia a la Universitat de Chicago. Al llarg de la seva carrera, Woolley va escriure i va publicar tres llibres i al voltant de cinquanta articles sobre temes molt diversos, sempre en relació amb la psicologia, la filosofia i/o la neurologia.